# Ernst Winter
Ernst Winter   (Frankfurt del Main, 30 d'octubre de 1907 - República Socialista Federativa Soviètica de Rússia, 1943) va ser un gimnasta artístic alemany que va competir durant la dècada de 1930.
El 1936 va prendre part en els Jocs Olímpics de Berlín, on disputà vuit proves del programa de gimnàstica. Guanyà la medalla d'or en la prova del concurs complet per equips, mentre en les proves individuals finalitzà més enllà de la quinzena posició en totes elles. El 1934 va guanyar la medalla d'or en la prova de barra fixa i la de bronze en la d'equips del Campionat del Món de gimnàstica artística.
Va lluitar al Front Oriental de la Segona Guerra Mundial, on morí el febrer de 1943.